# 1616 Filipoff
1616 Filipoff је астероид главног астероидног појаса са пречником од приближно 24,31 .
Афел астероида је на удаљености од 2,966 астрономских јединица (АЈ) од Сунца, а перихел на 2,854 АЈ.
Ексцентрицитет орбите износи 0,019, инклинација (нагиб) орбите у односу на раван еклиптике 8,495 степени, а орбитални период износи 1813,242 дана (4,964 године).
Апсолутна магнитуда астероида је 11,50 а геометријски албедо 0,075.
Астероид је откривен 15. марта 1950. године.